# Маргьорит (залив)
Заливът Маргьорит (на френски: Baie de Marguerite; на английски: Marguerite Bay) е голям залив в източната част на море Белингсхаузен, част от акваторията на Тихоокеанския сектор на Южния океан, край западните брегове на Антарктическия полуостров. Заливът се вклинява на 200 km в югоизточна посока между островите Аделейд (на север) и Земя Александър I (на юг), а на изток мие западните брегове на Антарктическия полуостров (Бряг Фалиер на Земя Греъм). Ширина на входа между носовете Александра (67°55′ ю. ш. 68°58′ з. д. / 67.916667° ю. ш. 68.966667° з. д., на север, на остров Аделейд) и Руски (68°12′ ю. ш. 70°35′ з. д. / 68.2° ю. ш. 70.583333° з. д.,на юг, на остров Земя Александър I) над 100 km. Бреговете на залива са планински, стръмни, силно разчленени от вторични, по-малки заливи (Микелсен на изток, Симонов на юг, Шокалски на югозапад), полуострови и острови – Пуркуа-Па и Хорсшу на североизток, Миларан (Стонингтън), Тера Фирма и Машрум на изток. Югоизточната част на залива Маргьорит се заемаше от шелфовия ледник Уорди, който сега не съществува поради разрушаването му. От югоизток се „влива“ големия долинен ледник Флеминг, а от югозапад – долинния ледник Сибелиус.
Заливът е открит и бреговете му са топографски заснети през 1909 г. от френската антарктическа експедиция под ръководството на Жан Батист Шарко, който наименува открития от него залив в чест на своята втора съпруга Маргьорит Клери (1874 – 1960).